# Арта (город, Греция)
А́рта (греч. Άρτα) — город в Греции. Расположен на высоте 30 метров над уровнем моря, на левом берегу Арахтоса, к югу от водохранилища Пурнари, в 57 километрах к югу от Янины и в 252 километрах к северо-западу от Афин. Административный центр одноимённой общины (дима) и одноимённой периферийной единицы в периферии Эпире. Население 21 895 жителей по переписи 2011 года, второй по величине город Эпира. На въезде в город расположен знаменитый мост Арты, известный по многим народным преданиям.
С севера Арту огибает национальная дорога 5 Янина — Агринион, часть европейского маршрута E951. Национальная дорога 30 связывает Арту и Трикалу. Севернее и восточнее проходит автострада 5 «Иония».

## История
Город расположен на том же месте, где находился известный в древние времена город Амбракия, основанный коринфянами в 640 году до н. э., и где некоторое время правил племянник коринфского тирана Периандра, — с таким же именем Периандр.
Амбракия с 295 года до н. э. была резиденцией царя Эпира Пирра, известного своим походом в Италию и своей «пирровой» победой над римлянами.
В 146 году до н. э. городом овладевают римляне.
С XI века город известен под своим нынешним именем.
В 1203 года захвачен норманнами.
С падением Константинополя в 1204 году в руки крестоносцев Четвёртого крестового похода, Арта с 1229 года становится столицей одного из трёх греческих государств — Эпирского деспотата.
После падения Эпирского деспотата в Арте был провозглашен Артский деспотат во главе с Петером Лоша.
С XV века в руках турок, с кратковременным контролем венецианцев (1688 год) и французов (1797 год).
Город участвовал во греческом восстании 1821 года и в последующих эпирских восстаниях, но стал снова греческим только в 1881 году, по решению Берлинского конгресса.
Близ Арты находится местечко Пета, печально известное гибелью филэллинов (европейских волонтеров на стороне греков) во главе с немецким генералом Карлом Норманом в бою против турко-албанцев 14 июля 1822 года.

## Достопримечательности
От классического периода остались руины древней Амбракии, в том числе храма Аполлона.
В правление Михаила I Комнин Дука (1205—1215) была построена византийская крепость.
Арта имеет большое византийское наследие от эпохи Эпирского деспотата, в частности, церковь Святой Феодоры, построенная в XIII веке, — уникальный архитектурный объект, с множеством мозаик.
Никифор I Комнин Дука около 1290 года построил церковь Святой Богородицы Утешительницы.
Во всей Греции известна песнь-эпос «Мост Арты», строительство которого восходит к эпохе деспотата, но нынешний облик к 1602 году.
Арта известна своими фруктами, в частности, цитрусовыми.

## Образование
В Арте существует Технологический учебный институт Эпира (Τεχνολογικό Εκπαιδευτικό Ίδρυμα Ηπείρου) с филиалами в Янице, Игуменице и Превезе.

## Общинное сообщество Арта
В общинное сообщество Арта входят семь населённых пунктов и монастырь Като-Панайия. Население 24 427 жителей по переписи 2011 года. Площадь 29,398 квадратного километра.
| Наименование           | Население (2011), человек |
| ---------------------- | ------------------------- |
| Айия-Триас             | 136                       |
| Айи-Анарьири           | 756                       |
| Айос-Еорьос            | 53                        |
| Арта                   | 21 895                    |
| Гликоризон             | 325                       |
| Элеуса                 | 1093                      |
| Маратовули             | 82                        |
| Монастырь Като-Панайия | 87                        |

## Население
| Год  | Население, человек |
| ---- | ------------------ |
| 1991 | 21 170             |
| 2001 | 22 390             |
| 2011 | ↘ 21 895           |